# Ulm (Arkansas)
Ulm es un pueblo ubicado en el condado de Prairie en el estado estadounidense de Arkansas. En el Censo de 2010 tenía una población de 170 habitantes y una densidad poblacional de 258,41 personas por km².

## Geografía
Ulm se encuentra ubicado en las coordenadas 34°34′35″N 91°27′42″O / 34.57639, -91.46167. Según la Oficina del Censo de los Estados Unidos, Ulm tiene una superficie total de 0.66 km², de la cual 0.66 km² corresponden a tierra firme y (0%) 0 km² es agua.

## Demografía
Según el censo de 2010, había 170 personas residiendo en Ulm. La densidad de población era de 258,41 hab./km². De los 170 habitantes, Ulm estaba compuesto por el 93.53% blancos, el 5.29% eran afroamericanos, el 0% eran amerindios, el 0% eran asiáticos, el 0% eran isleños del Pacífico, el 0.59% eran de otras razas y el 0.59% pertenecían a dos o más razas. Del total de la población el 1.76% eran hispanos o latinos de cualquier raza.